# Cesare Correnti
Cesare Correnti (Milano, 3 gennaio 1815 – Lesa, 4 ottobre 1888) è stato un funzionario, patriota e politico italiano, deputato del regno di Sardegna e poi del regno d'Italia dal 1849 fino alla sua nomina a senatore nella XVI legislatura e fino alla morte.

## Biografia

### Giovinezza
Figlio di Giuseppe Correnti, proveniente da un'antica famiglia del patriziato milanese in non floride condizioni economiche, e di Teresa Gerenzani, Cesare Correnti compì i primi studi al collegio Longone di Milano, per poi essere ammesso nel 1833 nel Collegio Ghislieri, dove, grazie ad amicizie come Agostino Depretis e letture "clandestine", coltivò le sue idee politiche e patriottiche. Iscrittosi alla facoltà di giurisprudenza dell'Università di Pavia, dove si laureò nel 1837, Correnti decise di intraprendere la carriera nell'amministrazione asburgica che allora controllava il Regno Lombardo-Veneto, dedicandosi anche a studi economici e politici.
Il giovane funzionario scrisse nel 1844-1845 numerosi articoli per gli Annali di statistica sulle condizioni sociali ed economiche delle provincie lombarde, oltre a collaborare al periodico "Rivista europea", sul quale scrisse, nel 1845, un articolo intitolato La scuola alessandrina.

### Impegno politico

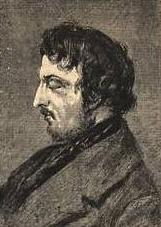
Cesare Correnti nel 1848

Ben presto Cesare Correnti diventò un oppositore del dominio austriaco in Lombardia: il suo contributo più importante  alla causa nazionale prima dei moti del 1848 fu la pubblicazione, nel 1847 di un opuscolo anonimo, L'Austria e la Lombardia, che era una requisitoria contro il governo asburgico, accusato di soffocare la libertà nazionale italiana e limitare il progresso economico del Paese. Fu inoltre tra gli agitatori dei fatti che precedettero le Cinque giornate di Milano, alle quali partecipò attivamente, stendendo con alcuni amici l'ultimatum da presentare alle autorità austriache.
Dopo la cacciata delle truppe austriache dalla città, Correnti ricoprì la carica di segretario del Governo provvisorio lombardo, allineandosi alle posizioni più moderate in seno al governo che volevano il plebiscito di annessione con il Regno di Sardegna di Carlo Alberto di Savoia. Dopo la stipula dell'Armistizio Salasco tra piemontesi e austriaci, Correnti si rifugiò in Piemonte, dove venne eletto deputato per la II Legislatura del Regno di Sardegna per il collegio di Stradella. In questa occasione non mancò di criticare l'operato del governo sardo, che aveva denunciato l'armistizio e ripreso la guerra, in occasione dei giorni dell'insurrezione di Brescia, coincidente con la disastrosa battaglia di Novara, che segnò l'abdicazione di Carlo Alberto a favore del figlio Vittorio Emanuele II. Datosi nel frattempo all'attività di giornalista, Correnti rimase tra i banchi dell'opposizione fino alla fine del 1854, quando appoggiò il disegno di Cavour di far entrare il Piemonte nella Guerra di Crimea a fianco di Francia e Regno Unito.
Accostatosi quindi al primo ministro, il politico italiano, dopo la seconda guerra d'indipendenza italiana e la liberazione della Lombardia, contribuì al riordinamento del nuovo territorio, tentando, senza successo, di contrastare l'eccessivo centralismo tipico della mentalità sabauda.

### Carriera politica
Dopo la proclamazione del Regno d'Italia, Cesare Correnti si candidò deputato nel collegio di Abbiategrasso, mentre dal 1865 opterà per uno dei collegi elettorali di Milano, dove sarebbe stato riconfermato fino al 1886. Indipendente vicino alle idee della Destra storica, dal 1876 entrerà nelle file della Sinistra storica, la cui leadership era stata assunta dall'amico Depretis: il suo cambio di indirizzo politico si spiega anche con le sue convinzioni profondamente laiche, non inclini a compromessi dei moderati con i clericali.
Membro della Commissione di Bilancio della Camera, si mostrò contrario ai provvedimenti finanziari del ministro delle Finanze Antonio Scialoja. 

Il 17 febbraio 1867 il primo ministro Bettino Ricasoli lo chiamò come titolare del dicastero della Pubblica Istruzione, in occasione del rimpasto ministeriale seguito alla crisi in cui era incorso il governo dopo il divieto delle manifestazioni anticlericali causate dalla bocciatura parlamentare dei disegno di legge sull'eversione dell'asse ecclesiastico. 

Ma già il 4 aprile il ministero cadde e così finì la prima esperienza ministeriale di Correnti. In questo periodo fu tra i fondatori della Reale Società Geografica Italiana, istituita il 12 maggio 1867, della quale divenne il secondo presidente dal 1873 al 1879.
Cesare Correnti tornò alla ribalta politica il 14 dicembre 1869, quanto divenne nuovamente ministro della Pubblica Istruzione del Regno d'Italia nel Governo Lanza. 

Come ministro cercò di applicare una riforma della scuola nella quale si ravvisassero i principi di laicità e aconfessionalità: infatti cercò di migliorare lo stipendio degli insegnanti attraverso l'istituzione di un Monte pensione per i maestri elementari, migliorò i programmi scolastici universitari, riordinò il settore liceale e abolì dall'insegnamento nelle università le cattedre di teologia. Cercò inoltre di sottoporre a controllo governativo gli educandati femminili della Sicilia che erano rimasti sotto l'autorità vescovile, e di sopprimere i maestri di religione dalle scuole elementari e dei direttori spirituali nei ginnasi, ma questa mossa gli procurò l'accusa di anticlericalismo. 

Non sostenuto dal governo, Correnti si dimise il 17 maggio 1872, lasciando così cadere il disegno di legge per favorire l'istruzione elementare obbligatoria.
Fu membro di numerose commissioni parlamentari e si occupò dello sviluppo delle ferrovie italiane, anche come negoziatore di convenzioni internazionali, tra le quali quella che portò alla costruzione della linea del Traforo del San Gottardo.
Il 18 marzo 1876, in occasione della "rivoluzione parlamentare" che portò la Sinistra alla guida del Paese, Correnti contribuì a far cadere il Governo Minghetti II, facendo votare lo schieramento di centro moderato contro il progetto di statalizzazione delle ferrovie, per il quale il governo andò in minoranza alla Camera. Dopo di allora, malgrado i sempre più stretti legami con Depretis, l'astro politico di Correnti declinò, fino alla perdita del suo seggio di deputato nelle elezioni politiche 1886. Tuttavia, dietro intervento di Depretis, re Umberto I di Savoia lo nominò senatore.
È stato il primo presidente dell'Istituto storico italiano per il Medio Evo dal 1885 alla morte.

### Morte

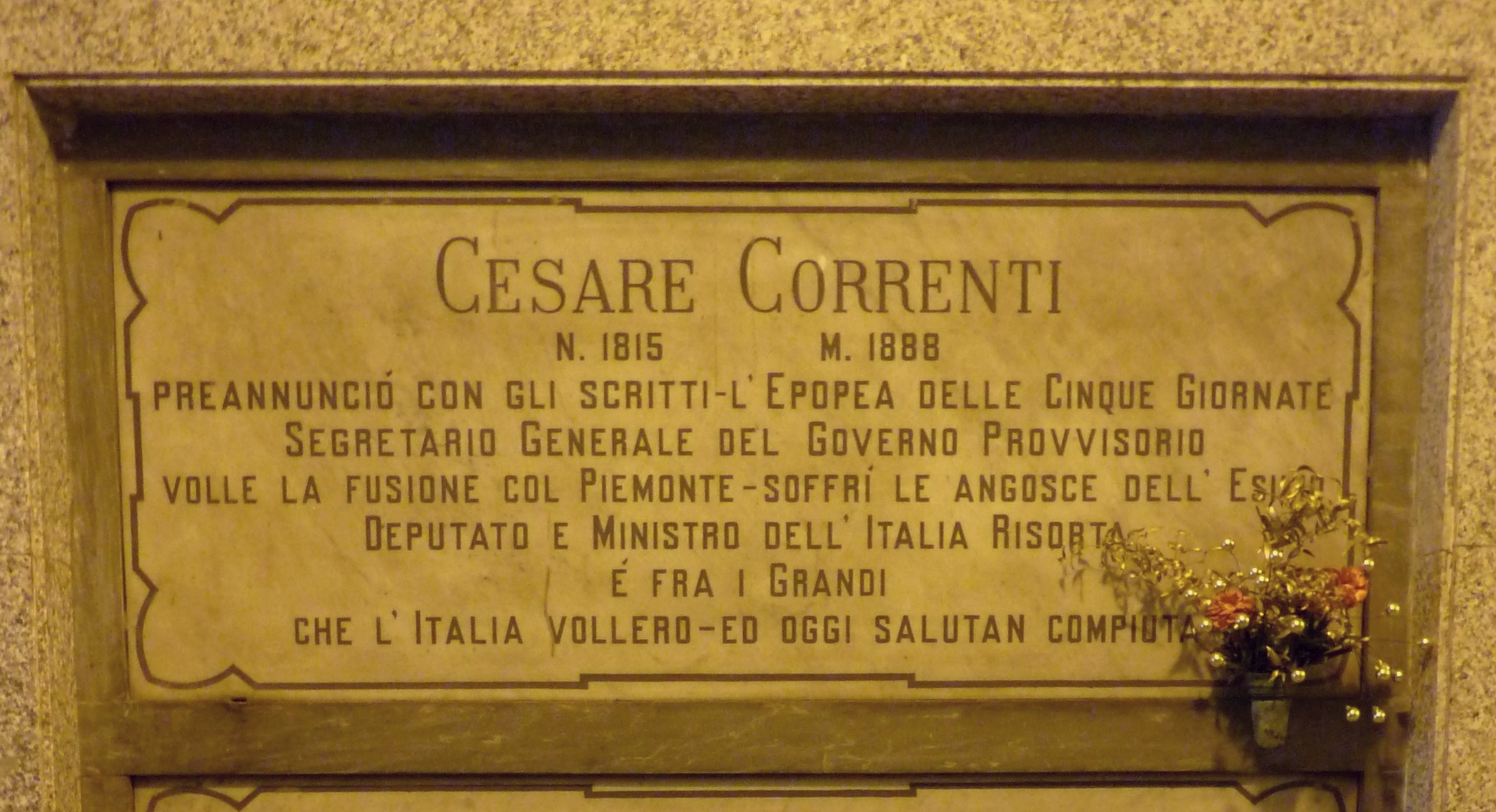
La tomba del Correnti nel cimitero monumentale di Milano.

Infine, minato da un cancro al viso, Cesare Correnti morì nella sua villa di Solcio di Lesa il 4 ottobre 1888, a 73 anni. Nel 1929 la sua salma fu trasportata nel cimitero monumentale di Milano.

## Opere
- L'Austria e la Lombardia, Italia, 1847, SBN LO10310041.
- I dieci giorni dell'insurrezione di Brescia nel 1849, Torino, G. Marzorati, 1849, SBN LO10208974.